# Rhopalomyia salviae
Rhopalomyia salviae är en tvåvingeart som beskrevs av Ephraim Porter Felt 1916. Rhopalomyia salviae ingår i släktet Rhopalomyia och familjen gallmyggor.
Artens utbredningsområde är Kalifornien. Inga underarter finns listade i Catalogue of Life.